# Daniel Avramovski
Daniel Avramovski (in macedone Даниел Аврамовски?; Skopje, 20 febbraio 1995) è un calciatore macedone, centrocampista dell'Iğdır.

## Carriera

### Club
Ha giocato nella massima serie del campionato macedone con Rabotnički e Makedonija, prima di approdare alla Stella Rossa.

### Nazionale
Ha partecipato agli Europei Under-21 del 2017.
Il 18 giugno 2014 esordisce con la nazionale macedone nell'amichevole contro la Cina persa per 2-0.

## Palmarès

### Club

#### Competizioni nazionali
- Campionato macedone: 1

Vardar: 2019-2020